# Simandoa conserfariam
Simandoa conserfariam (лат.) — вид тараканов из семейства Blaberidae.

## Описание
Средних размеров таракан — до 50 мм длиной. Оба пола полнокрылы. Пронотум чёрный с узкой белой каймой по краю. Надкрылья серые, испещрённые мелкими светлыми пятнами. Ноги красные.

## Распространение и экология
Был обнаружен в единственной небольшой пещере в районе хребта Симанду в Гвинее, где он населял гуано летучих мышей (египетских летучих лисиц).

## Статус популяции и охрана
В связи с разрушением естественной среды обитания (в результате горнодобывающей деятельности) вид вымер в дикой природе, но сохранился в лабораторной культуре.